# Индекс RSBI
Индекс RSBI  (Russia Small Business Index) — это индекс деловой активности малого и среднего бизнеса России, который ежемесячно составляют общественная организация «Опора России», Промсвязьбанк и агентство Magram Market Research. Индекс является одним из важнейших объективных и устоявшихся индикаторов предпринимательского климата в России.

## История
Первая волна исследования состоялась в третьем квартале 2014 года. В 2014-2019 годах индекс обновлялся ежеквартально, с января 2020 года — ежемесячно.

## Методика
Базой для расчета индекса служат результаты телефонного опроса владельцев и руководителей не менее 1600 компаний из всех регионов страны. Среди них есть компании среднего, малого и микробизнеса.
«Индекс RSBI» включает в себя четыре компонента: продажи, инвестиции, кадры и доступность финансирования. Преобладание позитивных тенденций по этим направлениям влияет на рост индекса, преобладание негативных настроений — на падение показателя.
Значение индекса выше 50,0 п. означает рост деловой активности, ниже 50,0 п. — снижение.